# Mathieu Ngudjolo Chui
Mathieu Ngudjolo Chui (Bunia, 8 ottobre 1970) è un militare della Repubblica Democratica del Congo, accusato dalla Corte Penale internazionale di crimini di guerra e crimini contro l'umanità.
Figlio di un agricoltore, si pensa che appartenga all'etnia Lendu e parla lingala, francese, swahili e kilendu. Ngudjolo è sposato con Semaka Lemi e ha due bambini.
È colonnello dell'esercito congolese e anche comandante del Fronte Nazionale integrazionista (FNI) e della Forza di resistenza patriottica nell'Ituri (FRPI).
Il 6 febbraio del 2008, è stato arrestato dalle autorità congolesi e condotto alla Corte penale internazionale (ICC) de L'Aia per affrontare un processo che comprende sei capi di accusa per crimini di guerra e tre per crimini contro l'umanità. Le accuse comprendono omicidio, schiavitù sessuale e l'utilizzo di bambini soldato sotto i 15 anni di età che sono stati costretti a partecipare attivamente alle ostilità.
Il 18 dicembre 2012 è stato assolto dalla seconda camera di giudizio della C.P.I. ed immediatamente rilasciato. L'Ufficio de Procuratore ha impugnato la sentenza, ma l'assoluzione è stata confermata in appello 27 febbraio 2015.